# Тодорчета
Тòдорчета е село в Северна България, община Габрово, област Габрово.
Част от данните не са попълнени, но бихте могли да ги добавите.

## География
Село Тодорчета се намира на около 8 km североизточно от центъра на град Габрово, 9 km югозападно от град Дряново, 2 km североизточно от село Донино и 300 – 400 m югоизточно от минаващия край съседното село Раховци първокласен републикански път I-5 (Русе – Велико Търново – Дряново – Габрово – Казанлък – ГКПП Маказа - Нимфея), частично съвпадащ с Европейски път Е85. Разположено е по билото на едно от крайните разклонения на платото Стражата в югоизточната му част, изтеглено в направление запад-югозапад – изток-североизток. Климатът е умереноконтинентален, отличаващ се със студена зима и сравнително топло лято. Надморската височина в центъра на селото е около 480 m.
На около 400 m източно от Тодорчета, по долината на река Андъка, минава второстепенната железопътна линия Царева ливада – Габрово, разклонение на главната железопътна линия № 4 Русе – Подкова.
Населението на село Тодорчета, наброявало 99 души към 1934 г., намалява до 8 към 1992 г. и към 2019 г. наброява (по текущата демографска статистика за населението) 10 души.

## История
През 1960 г. дотогавашното населено място колиби Тодорчета е преименувано на Чукарите. През 1991 г. колиби Чукарите е преименувано на Тодорчета, а през 1995 г. колиби Тодорчета придобива статута на село.

## Население
Преброяване на населението през 2011 г.
Численост и дял на етническите групи според преброяването на населението през 2011 г.:
|                     | Численост | Дял (в %) |
| Общо                | 15        | 100,00    |
| Българи             | 15        | 100,00    |
| Турци               | 0         | 0,00      |
| Цигани              | 0         | 0,00      |
| Други               | 0         | 0,00      |
| Не се самоопределят | 0         | 0,00      |
| Неотговорили        | 0         | 0,00      |